# Aminuis

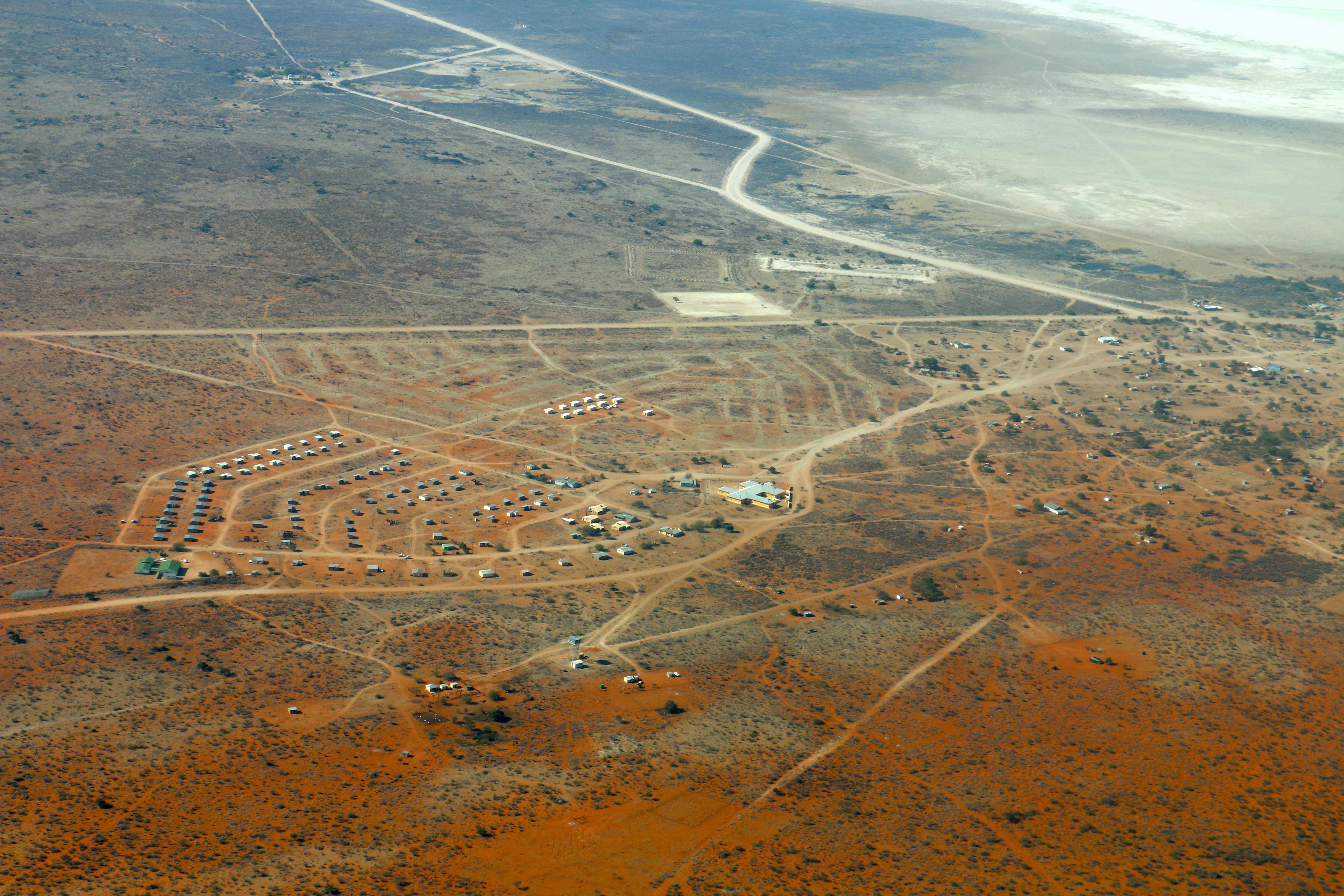
Aminuis, vista desde el cielo.

Aminuis (conocido alternativamente como Hereroland Oriental del Sur) es uno de los seis distritos que conforman la región administrativa de Namibia llamada Omaheke, una de las menos densamente pobladas de Namibia.
Extendiéndose sobre una superficie de 7000 km², según el censo de 2001, en toda la zona de Aminuis vivían 12 343 personas distribuidas entre 2087 familias. La expectativa de vida en la región es de 62 años.
La principal actividad económica de la zona es la cría de ganado en granjas comunales.
- Datos: Q471867